# Allopauropus chichinii
Allopauropus chichinii är en mångfotingart som beskrevs av Jules Rémy 1950. Allopauropus chichinii ingår i släktet småfåfotingar, och familjen fåfotingar. Inga underarter finns listade i Catalogue of Life.